# Инзенский район
И́нзенский райо́н — административно-территориальная единица (административный район) и муниципальное образование (муниципальный район) в Ульяновской области России.
Административный центр — город Инза.

## География
Находится на западе области, граничит с Базарносызганским, Вешкаймским, Карсунским районами, а также с Республикой Мордовия и Пензенской областью.
Площадь района — 2020,2 км², что составляет 5,4 % всей территории области.

## История
Инзенский район образован в 1929 году из части территории Карсунского уезда и части Городищенского уезда, с административным центром — Инза, и вошёл в состав Сызранского округа Средне-Волжской области.
В состав района вошли сельсоветы: Аксаурский, Аргашский, Аристовский, Базарно-Сызганский, Большеборисовский, Большешуватовский, Большеозимский, Бояркинский, Валгусский, Вырыпаевский, Глотовский, Должниковский, Домосердский, Забалуйский, Инзенский, Коржевский, Красно-Сосенский, Налитовский, Неклюдовский, Николаевский, Оськинский, Панцыревский, Папузинский, Проломихинский, Пятинский, Сюксюмский, Труслейский, Чаадаевский, Челдаевский, Шлемасский, Юловский, Юрловский.
С 1930 года — Средне-Волжского края.
С 1935 года — в Куйбышевском крае, от района отошла часть территории во вновь созданный Базарно-Сызганский район — Аристовский, Базарно-Сызганский, Большеозимский, Большеборисовский, Вырыпаевский, Должниковский, Ждамеркинский, Краснососекский, Неклюдовский, Никулинский, Новодомосердский, Нечаевский, Папузинский, Стародомосердский, Чаадаевский, Юрловский. А в состав района были включены новые сельсоветы: Голодяевский, Городищенский, Палатовский, Тияпинский, Чамзинский и Чумакинский, а также Сурско-Острожский сельсовет из Николо-Пестровского района Средневолжского края.
С 1936 года — в Куйбышевской области.
С 1943 года — в Ульяновской области.
В 1956 году Базарно-Сызганский район был упразднён, а территория вошла в состав Инзенского района.
На основании Указа Президиума Верховного Совета РСФСР № 741 / 84 от 1 февраля 1963 года из Инзенского района были образованы районы: сельский (в который вошли сельсоветы района) и промышленный (в который вошли: г. Инза, р.п. Базарный Сызган, Глотовка и Языково). Но Указом ПВС РСФСР от 12 января 1965 года разделение района на промышленный и сельский было упразднено.
26 апреля 1986 года произошла авария на Чернобыльской АЭС, последствия которой отразились на районе. На сегодняшний день льготами и пособиями пользуются жители: Оськинского с/с, Оськино, Труслейского с/с, Дубенки, Юлово.
В 1989 году из части территории района был вновь образован Базарносызганский район.
29 мая 2005 года было образовано Инзенское городское поселение, в 2013 году — ликвидировано.
13 февраля 2006 года был утверждён флаг района и внесён в Государственный геральдический регистр Российской Федерации с присвоением регистрационного номера 2192. См. статью: Флаг Инзенского района

## Население
| 1939    | 1989    | 2002    | 2009    | 2010    | 2011    | 2012    | 2013    | 2014    |
| ------- | ------- | ------- | ------- | ------- | ------- | ------- | ------- | ------- |
| 60 148  | ↘59 539 | ↘40 083 | ↘35 437 | ↘33 877 | ↘33 462 | ↘33 019 | ↘32 361 | ↘31 696 |
| 2015    | 2016    | 2017    | 2018    | 2019    | 2020    | 2021    |         |         |
| ↘31 094 | ↘30 564 | ↘30 145 | ↘29 686 | ↘29 059 | ↘28 508 | ↘26 980 |         |         |

### Урбанизация
В городских условиях (город Инза и рабочий посёлок Глотовка) проживают 67,2 % населения района.

### Национальный состав
По переписи населения 2010 года численность жителей — 33 877 человек. Национальный состав: русские — 28 959 (85,8 %), мордва — 2 837 (8,4 %), татары — 1 128 (3,3 %), другие — 2,5 %.

## Административное деление
Инзенский административный район в рамках административно-территориального устройства области делится на 1 город районного значения, 1 поселковый округ и 6 сельских округов.
Одноимённый муниципальный район в рамках организации местного самоуправления (муниципального устройства) включает 8 муниципальных образований, в том числе 2 городских поселения и 6 сельских поселений.
Город районного значения и поселковый округ соответствуют городским поселениям, сельские округа — сельским поселениям.
| № | Муниципальное образование         | Админ. центр             | Количество населённых пунктов | Население (чел.) | Площадь (км²) |
| - | --------------------------------- | ------------------------ | ----------------------------- | ---------------- | ------------- |
| 1 | Глотовское городское поселение    | рабочий посёлок Глотовка | 4                             | ↗2129            | 291,37        |
| 2 | Инзенское городское поселение     | город Инза               | 3                             | ↘16 533          | 48,01         |
| 3 | Валгусское сельское поселение     | село Валгуссы            | 10                            | ↗1090            | 368,11        |
| 4 | Коржевское сельское поселение     | село Коржевка            | 11                            | ↘1254            | 321,31        |
| 5 | Оськинское сельское поселение     | село Оськино             | 12                            | ↘2675            | 110,44        |
| 6 | Сюксюмское сельское поселение     | село Сюксюм              | 10                            | ↘361             | 147,03        |
| 7 | Труслейское сельское поселение    | село Труслейка           | 8                             | ↘1769            | 350,94        |
| 8 | Черёмушкинское сельское поселение | село Черёмушки           | 9                             | ↘1169            | 382,94        |

### Населённые пункты
В районе находятся 67 населённых пунктов, в том числе 2 городских (из них 1 город и 1 рабочий посёлок) и 65 сельских:
| №  | Населённый пункт  | Тип             | Население | Муниципальное образование         |
| -- | ----------------- | --------------- | --------- | --------------------------------- |
| 1  | 742 км            | ж.д. казарма    | 3         | Сюксюмское сельское поселение     |
| 2  | Аксаур            | село            | 164       | Валгусское сельское поселение     |
| 3  | Андрияновка       | деревня         | 80        | Оськинское сельское поселение     |
| 4  | Анненково         | деревня         | 1         | Сюксюмское сельское поселение     |
| 5  | Аргаш             | село            | 569       | Труслейское сельское поселение    |
| 6  | Аристовка         | село            | 262       | Черёмушкинское сельское поселение |
| 7  | Бахметьевка       | деревня         | ↘8        | Коржевское сельское поселение     |
| 8  | Белая Горка       | деревня         | 77        | Сюксюмское сельское поселение     |
| 9  | Большая Борисовка | село            | 227       | Черёмушкинское сельское поселение |
| 10 | Большие Озимки    | село            | 77        | Сюксюмское сельское поселение     |
| 11 | Большое Шуватово  | село            | 173       | Валгусское сельское поселение     |
| 12 | Борисова Поляна   | деревня         | 6         | Сюксюмское сельское поселение     |
| 13 | Бояркино          | село            | 242       | Черёмушкинское сельское поселение |
| 14 | Валгуссы          | село            | 525       | Валгусское сельское поселение     |
| 15 | Вырыпаевка        | деревня         | 3         | Сюксюмское сельское поселение     |
| 16 | Вырыпаевка        | разъезд         | 30        | Сюксюмское сельское поселение     |
| 17 | Вязовка           | деревня         | 0         | Сюксюмское сельское поселение     |
| 18 | Глотовка          | рабочий посёлок | ↘1837     | Глотовское городское поселение    |
| 19 | Городищи          | село            | 65        | Труслейское сельское поселение    |
| 20 | Дмитриевка        | деревня         | 18        | Оськинское сельское поселение     |
| 21 | Дракино           | село            | 133       | Коржевское сельское поселение     |
| 22 | Дубенки           | деревня         | 49        | Инзенское городское поселение     |
| 23 | Дубенки           | разъезд         | 82        | Труслейское сельское поселение    |
| 24 | Дубровка          | посёлок         | 12        | Труслейское сельское поселение    |
| 25 | Екатериновка      | деревня         | 107       | Оськинское сельское поселение     |
| 26 | Елизаветинка      | посёлок         | 0         | Труслейское сельское поселение    |
| 27 | Забалуйка         | село            | ↘522      | Оськинское сельское поселение     |
| 28 | Ильинский Колдаис | деревня         | 15        | Оськинское сельское поселение     |
| 29 | Инза              | город           | ↘16 293   | Инзенское городское поселение     |
| 30 | Кеньша            | деревня         | 5         | Черёмушкинское сельское поселение |
| 31 | Коноплянка        | село            | 57        | Коржевское сельское поселение     |
| 32 | Коржевка          | село            | 629       | Коржевское сельское поселение     |
| 33 | Лесничества       | посёлок         | 2         | Оськинское сельское поселение     |
| 34 | Малая Борисовка   | село            | 96        | Черёмушкинское сельское поселение |
| 35 | Малое Шуватово    | село            | 63        | Валгусское сельское поселение     |
| 36 | Малые Озимки      | деревня         | 0         | Сюксюмское сельское поселение     |
| 37 | Мамырово          | село            | 3         | Валгусское сельское поселение     |
| 38 | Междуречье        | деревня         | 34        | Черёмушкинское сельское поселение |
| 39 | Налитово          | деревня         | 0         | Валгусское сельское поселение     |
| 40 | Неклюдово         | село            | 87        | Глотовское городское поселение    |
| 41 | Неклюдовский      | посёлок         | 313       | Глотовское городское поселение    |
| 42 | Новосурск         | село            | 111       | Коржевское сельское поселение     |
| 43 | Оськино           | село            | 1457      | Оськинское сельское поселение     |
| 44 | Палатово          | село            | 251       | Валгусское сельское поселение     |
| 45 | Панциревка        | село            | 799       | Оськинское сельское поселение     |
| 46 | Первомайское      | село            | 142       | Валгусское сельское поселение     |
| 47 | Подгорный         | посёлок         | 69        | Оськинское сельское поселение     |
| 48 | Поддубное         | село            | 379       | Черёмушкинское сельское поселение |
| 49 | Проломиха         | село            | 239       | Коржевское сельское поселение     |
| 50 | Пятино            | село            | 136       | Валгусское сельское поселение     |
| 51 | Репьевка          | село            | 398       | Черёмушкинское сельское поселение |
| 52 | Свет              | посёлок         | 363       | Оськинское сельское поселение     |
| 53 | Свет              | разъезд         | 17        | Оськинское сельское поселение     |
| 54 | Старый Колдаис    | деревня         | 8         | Оськинское сельское поселение     |
| 55 | Стрельниково      | село            | 62        | Коржевское сельское поселение     |
| 56 | Сюксюм            | село            | 373       | Сюксюмское сельское поселение     |
| 57 | Тияпино           | село            | 308       | Валгусское сельское поселение     |
| 58 | Троицкое          | село            | 263       | Инзенское городское поселение     |
| 59 | Труслейка         | село            | 1257      | Труслейское сельское поселение    |
| 60 | Чамзинка          | село            | 284       | Коржевское сельское поселение     |
| 61 | Челдаево          | деревня         | 25        | Коржевское сельское поселение     |
| 62 | Черёмушки         | село            | 280       | Черёмушкинское сельское поселение |
| 63 | Чумакино          | село            | 352       | Коржевское сельское поселение     |
| 64 | Шлемасс           | село            | 69        | Коржевское сельское поселение     |
| 65 | Юловка            | разъезд         | 0         | Глотовское городское поселение    |
| 66 | Юлово             | село            | ↘261      | Труслейское сельское поселение    |
| 67 | Яшенка            | посёлок         | 4         | Труслейское сельское поселение    |

### Упразднённые населённые пункты
- 10 декабря 2002 года было упразднено село Никулино Большеборисовского сельсовета Инзенского района[25].
- Китовский упразднено в 1913 году, вошло в состав Инзы.
- Китовка упразднено в 1946 году, вошло в состав Инзы.
- Пазухино упразднено в 1946 году, вошло в состав Инзы.
- Красная Слободка упразднено в 1946 году, вошло в состав Инзы.

## Экономика
В районе работает Инзенский деревообрабатывающий завод, несколько других предприятий лесозаготовки и деревообработки, предприятия по переработке диатомита, фабрика по производству белья, и ряд небольших предприятий, выпускающих хлеб, мясные консервы  и полуфабрикаты, молочную продукцию.

## Достопримечательности
- Списки объектов культурного наследия Ульяновской области — Инзенский район[26].
- История Инзенского края —[27].
- Болото Моховое (в 6 км от разъезда Дубенки) — ООПТ[28].
- Болото Малое (в 2 км к юго-востоку от с. Юлово) — ООПТ[29].
- Родники и святые источники Инзенского района[30].
- Храм Николая Чудотворца (Оськино);
- Церковь Михаила Архангела (Коноплянка);
- Храм Рождества Христова (Городищи);
- Казанская церковь (Первомайское);
- Храм Троицы Живоначальной (Пятино);
- Христорождественская церковь (Церковь в честь Рождества Христова)[31][32][33][34][35][36][37][38];
- Покровская церковь (Аристовка);
- Церковь Николая Чудотворца (Чумакино);

## Известные люди
- Родившиеся в Инзенском районе;
- Хуртин, Иван Андреевич — Герой Советского Союза (1943), родился в с. Коноплянка;
- Ларионов, Алексей Алексеевич
- Кянжин, Пантелей Кузьмич
- Куликов, Серафим Михайлович
- Шилимов, Владимир Михайлович — родился в Коржевке, генерал-майор, председатель КГБ при Ульяновской области[39].
- Малиновский, Михаил Сергеевич (1880—1976) — родился в селе Неклюдово, советский акушер-гинеколог, Герой Социалистического Труда (1971).
- Ознобишин, Дмитрий Петрович — родился в селе Троицкое, поэт, переводчик, фольклорист, общественный деятель.
- Архимандрит Адриан (в миру Николай Тимофеевич Шитов) — Почётный гражданин Инзенского района[40][41].